# 高雄市亞鐳慈善會
社團法人高雄市亞鐳慈善會是在1994年6月27日成立，以幫助社區中弱勢族群的慈善组织。起初提供的服務包括義診、公益講座、慰訪養老院、孤兒院、清寒助學、冬令救濟、急難救助、探視獨居老人等。
随着台灣邁入高齡化社會，亞鐳慈善會于98年承辦「高雄市政府社會局富民長青中心」；2005年成立「亞鐳社區照顧關懷據點」，開始轉型老人服務組織，開辦長青學苑。。提供多元化老人福利服務。
2017年亞鐳慈善會代表高雄市角逐衛生福利部據點評選比賽，獲得金點之星團體獎。

## 延伸閱讀
- 在社區裡變老，別在醫院裡終了：打造預防重於治療的在地互助網｜NPOst公益交流站 （页面存档备份，存于）
- 老仙覺樂團逗笑長輩 盼全國319鄉鎮巡演 | 自由時報 （页面存档备份，存于）

## 外部連結
- 官方网站 （繁體中文）
- 高雄市政府社會局富民長青中心